# Carlos Chagas
Carlos Ribeiro Justiniano das Chagas (Oliveira, 9 de julho de 1878 – Rio de Janeiro, 8 de novembro de 1934) foi um  cientista, médico sanitarista, infectologista e bacteriologista brasileiro, que trabalhou como clínico, professor e pesquisador. Atuante na saúde pública do Brasil, iniciou sua carreira no combate à malária. Destacou-se ao descobrir o protozoário Trypanosoma cruzi (cujo nome foi uma homenagem ao seu amigo Oswaldo Cruz) e a tripanossomíase americana, conhecida como doença de Chagas. Ele foi o primeiro e até os dias atuais permanece o único cientista na história da medicina a descrever completamente uma doença infecciosa: o patógeno, o vetor (Triatominae), os hospedeiros, as manifestações clínicas e a epidemiologia.
Foi diversas vezes laureado com prêmios de instituições do mundo inteiro, sendo as principais como membro honorário da Academia Brasileira de Medicina e doutor honoris causa da Universidade Harvard e Universidade de Paris. Também trabalhou no combate à leptospirose e às doenças venéreas, além de ter sido o segundo diretor do Instituto Oswaldo Cruz. Formou-se na Faculdade de Medicina do Rio de Janeiro (atual UFRJ).

## Infância

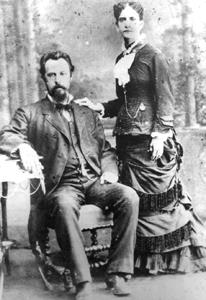
Pais de Carlos Chagas, José Justiniano Chagas e Mariana Cândida Ribeiro de Castro Chagas.

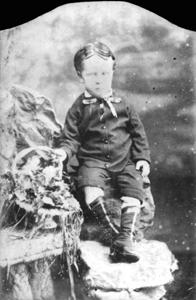
Carlos Chagas, aos quatro anos de idade.

Carlos Justiniano Ribeiro Chagas nasceu em Oliveira, Minas Gerais, em 9 de julho de 1878, filho de José Justiniano Chagas e Mariana Candida Ribeiro de Castro Chagas. O lugar de seu nascimento foi na Fazenda Bom Retiro, a 20 km da cidade, onde seus antepassados, de ascendência portuguesa, se estabeleceram.
Seu pai, cafeicultor, morreu quando Chagas tinha quatro anos de idade, ficando a cargo de sua mãe a administração do cultivo de café e da criação dele e de seus outros quatro irmãos: Maria Rita, José (que morreu com três anos de idade), Marieta e Serafim. Eles foram morar em outra propriedade da família, a Fazenda Boa Vista, próxima a Juiz de Fora, também no estado de Minas Gerais.
Em Oliveira, teve convivência direta com três tios maternos, Cícero, Olegário e Carlos. Os dois primeiros eram advogados formados em São Paulo e incentivaram o sobrinho a se dedicar aos estudos. Porém, o último, era formado em Medicina e organizou uma casa de saúde na cidade. As ações desse tio o influenciaram a seguir a carreira médica.
Aos oito anos de idade e já alfabetizado, foi matriculado no Colégio São Luís, dirigido por jesuítas, em Itu, interior de São Paulo, mas fogiu do internato em 1888, para ir ao encontro da mãe, em Juiz de Fora, ao saber que os escravos recém-libertados estariam depredando fazendas. A punição para essa fuga foi a expulsão de Chagas do Colégio pelos padres jesuítas. De lá ele foi transferido para o Colégio São Francisco em São João del-Rei, Minas Gerais.
Após encerrar os estudos secundários, Chagas ingressou no curso preparatório para a Escola de Minas de Ouro Preto por vontade de sua mãe, que gostaria de vê-lo formado em Engenharia. Em companhia de colegas do curso, aderiu a vida boêmia. Adoentado, em 1896, depois de reprovado nos exames, voltou para Oliveira.

## Estudos
Durante o tempo de recuperação em sua cidade natal, seu tio Carlos fortaleceu a vontade de Chagas em ser médico e ajudou-o a vencer a barreira de sua mãe, que acabou aceitando a opção de seu filho. Seguiu então para São Paulo, para obter os diplomas básicos exigidos para matrícula no curso médico. Conseguindo tal certificado, em fevereiro de 1897, segue para o Rio de Janeiro a fim de entrar à Faculdade de Medicina.

Aos 18 anos, passou a cursar a Faculdade de Medicina do Rio de Janeiro (atual Universidade Federal do Rio de Janeiro), onde este mesmo tio trabalhava, em abril de 1897. Tal faculdade vivia uma "revolução pasteuriana", pois havia adquirido as teses de Louis Pasteur e estava passando por um processo de renovação. Chagas, assim, também leva essas ideias adiante em seu trabalho. Ao longo do curso, dois professores exerceram grande influência em sua carreira:

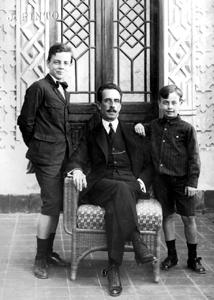
Carlos Chagas e seus filhos, Evandro Chagas e Carlos Chagas Filho na década de 1910.

Miguel Couto, que apresentou a Chagas as noções e as práticas da clínica moderna e com quem passaria a ter uma estreita amizade; e Francisco Fajardo, que colocou Chagas no estudo de doenças tropicais, especialmente da malária, e que seria de grande importância para sua futura carreira. Assim, esses dois professores apresentaram os dois caminhos que se abriram para Chagas no decorrer de seu curso médico: a clínica e a pesquisa científica.
Para concluir o curso, em 1902, para elaborar sua tese (pré-requisito para o exercício da medicina), dirigiu-se ao Instituto Soroterápico Federal, na fazenda de Manguinhos, levando uma carta de apresentação de seu professor, Miguel Couto, a Oswaldo Cruz, diretor do Instituto, onde teve seu primeiro contato com aquele que veio a trabalhar, ser seu grande mestre e tornar-se amigo.
Aceito e orientado por Oswaldo Cruz, Chagas começou a trabalhar no Instituto Soroterápico Federal (que após 1908 passou-se a chamar Instituto Oswaldo Cruz) e elege como tema de sua tese o ciclo evolutivo da malária na corrente sanguínea. Assim, em março de 1903, estava concluída a sua tese, o "Estudos Hematológicos no Impaludismo" e em maio do mesmo ano defendeu sua tese e terminou seus estudos, e em 23 de abril de 1904, recebeu seu diploma. Oswaldo Cruz, que assumiu simultaneamente a direção de Manguinhos e a Diretoria Geral de Saúde Pública, nomeou Chagas como médico do instituto, cargo que foi recusado por preferir, em 1904, trabalhar como clínico no Hospital de Jurujuba, em Niterói. Foi nomeado como médico da Diretoria-Geral de Saúde Pública do Rio de Janeiro em 15 de março de 1904. Nesse ano instalou seu laboratório particular no Rio de Janeiro e casou-se com Íris Lobo, filha do senador Fernando Lobo Leite Pereira, que conheceu por intermédio de Miguel Couto. Dessa união nasceriam seus dois filhos, Evandro (em 1905) e Carlos Filho (em 1910); ambos seguiriam a carreira médica do pai.

## Carreira

### Combate à malária

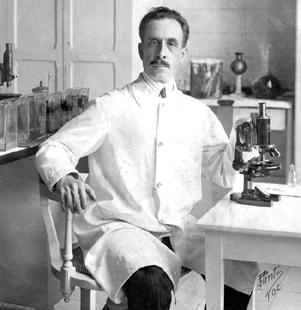
Carlos Chagas, em seu laboratório no Instituto Oswaldo Cruz.

Devido à tese de doutorado sobre a malária, em 1905 foi recrutado por Cruz para missão de controlar a doença em Itatinga, interior de São Paulo, que atacava a maioria dos trabalhadores da Companhia Docas de Santos, que construía uma represa na região, causando a paralisação das obras. Assim, realizou a primeira ação bem-sucedida contra a malária no Brasil, colocando em prática procedimentos que mais tarde se tornariam corriqueiros nas outras campanhas.
Segundo ele, para se impedir a propagação da doença em regiões em que não havia ações sistemáticas de saneamento, fazia-se necessário concentrar as medidas preventivas nos locais onde viviam os homens e os mosquitos infectados com o parasito da malária. Seguindo tal orientação, em cinco meses Chagas consegue debelar o surto da doença - fato que serviu de base para o efetivo combate à moléstia no mundo inteiro.
De volta ao Rio de Janeiro, Chagas continuou servindo a Diretoria Geral de Saúde Pública e, em 19 de março de 1906, transferiu-se para o Instituto Oswaldo Cruz. Foi solicitado, no ano seguinte, pela Diretoria Geral, a organizar o saneamento na Baixada Fluminense, onde estavam acontecendo obras para a captação e bombeamento de água para o Rio de Janeiro. Junto com Arthur Neiva, seguiu para Xerém, e os resultados positivos que conseguiu nessa obra confirmaram a sua teoria da infecção domiciliar da malária.
No combate à malária, Chagas realizou campanhas em Itatinga, São Paulo, em Xerém, Rio de Janeiro, e no norte de Minas Gerais.

### Doença de Chagas

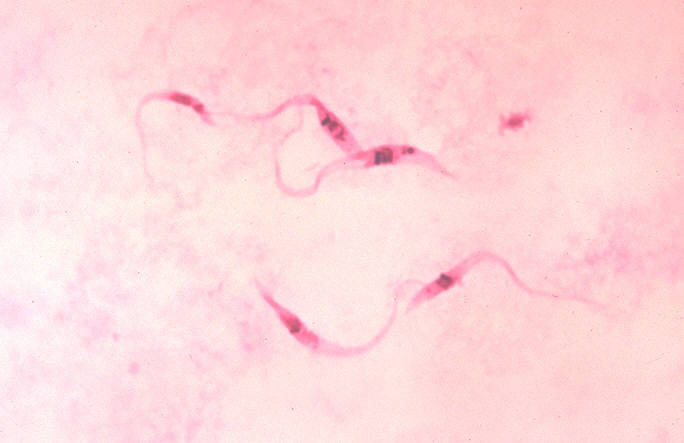
Trypanosoma cruzi.

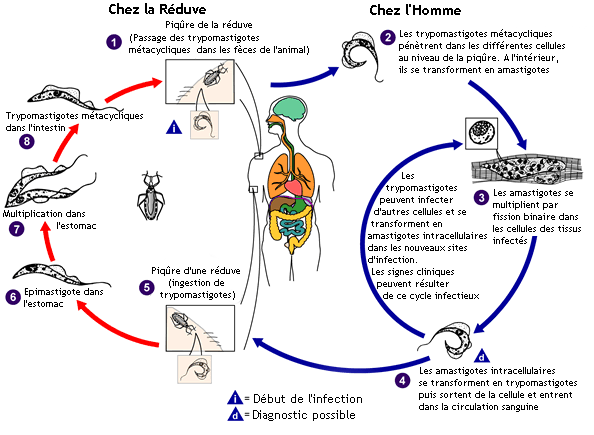
Ciclo de vida do Trypanosoma cruzi.

Em junho de 1907 Chagas foi enviado pelo Instituto à cidade de Lassance, Minas Gerais, perto do Rio São Francisco, para combater uma epidemia de malária entre os trabalhadores de uma nova linha de trem da Estrada de Ferro Central do Brasil, instalando-se durante dois anos num vagão de trem, montando um pequeno laboratório e um consultório para atendimento dos doentes. Diversos métodos de inseticidas foram utilizados na época, como o enxofre ou piretro, que décadas mais tarde popularizou-se com o advento do DDT.
Neste tempo, capturou, classificou e estudou os hábitos dos anofelinos, mosquitos transmissores da doença, e examinou o sangue de animais em busca de parasitas. Assim, Chagas identificou no sangue de um sagui uma nova espécie de protozoário, ao qual deu o nome de Trypanosoma minasensis. Um engenheiro da ferrovia alertou-o para a infestação de um inseto hematófago nas residências rurais, da espécie Triatoma infestans, conhecido como barbeiro, assim chamado porque suga o sangue das pessoas durante a noite, atacando o rosto delas. Chagas levou alguns deles ao seu laboratório e percebeu que nos seus intestinos havia outros Trypanosoma minasensis, já numa fase evoluída.
Por Lassance não ter condições para uma pesquisa mais aprofundada, enviou alguns exemplares de barbeiros para Cruz, pedindo que os pusesse em contato com macacos de laboratório. Um mês depois, foi comunicado da presença de tripanossomos no sangue dos animais. Voltou ao Rio de Janeiro para confirmar a pesquisa, e descobriu que não se tratava dos Trypanosoma minasensis, mas de uma nova espécie. Chagas chamou esse novo parasita de Trypanosoma cruzi; mais tarde batizou de Schizotrypanum cruzi, em homenagem a Oswaldo Cruz. A nota anunciando a descoberta do parasito foi publicada em 1909 na revista alemã Archiv für Schiffs- und Tropen-Hygiene.
Retornando a Lassance, Chagas suspeitava que o parasita poderia causar algum mal aos outros animais e aos humanos, visto que o barbeiro estava sempre em lugares frequentados por pessoas e o hábito desse inseto em mordê-las. Recolheu amostras de sangue de um gato infectado em 14 de fevereiro de 1909 e, em 23 de abril do mesmo ano, descobriu o Trypanosoma em uma menina de dois anos, chamada Berenice, que apresentava febre e anemia. Tal tripanossoma foi o segundo descoberto a causar uma doença, a tripanossomíase americana, pois até então o único confirmado era o causador da doença do sono, ou tripanossomíase africana, transmitida pela picada da mosca tsé-tsé.
Também observou inclusões parasitas no cérebro e no miocárdio dela, que poderiam explicar algumas manifestações clínicas em pessoas doentes. Para completar seu trabalho sobre a patologia da nova doença, o cientista descreveu 27 casos de formas agudas e realizou mais de cem autópsias de pacientes que tinham a forma crônica da doença. Se concluiu, então, o ciclo da doença, tendo identificado o vetor (barbeiro), o agente causal (Trypanosoma cruzi), o reservatório doméstico (gato), a doença nos humanos (o caso de Berenice) e suas complicações. Ao longo da pesquisa, Chagas propôs algumas complicações da doença que, mais tarde, mostraram-se equivocadas. Exemplo disso foi ao anunciar que o bócio era um sintoma da tripanossomíase americana. O trabalho que Chagas realizou foi o primeiro e o único na história da medicina, descrevendo completamente a nova doença infecciosa: anatomia patológica, o meio de transmissão (Triatoma infestans), etiologia, suas formas clínicas e sua epidemiologia.
Chagas também foi o primeiro a descobrir o gênero Pneumocystis, um fungo parasita nos pulmões dos animais experimentalmente infectados com tripanossoma. Nessa altura ele não o reconheceu como um organismo distinto e portanto ele descreveu o gênero Schizotrypanum de modo a acomodar ambos os ciclos de vida, que ele ilustrou. Porém, a sua descoberta levou outros a aprofundar a investigação e descrever Pneumocystis como um gênero distinto, que agora é reconhecido como um fungo. Chagas, seguia atentamente a literatura e rapidamente confirmou a distinção, pelo que novamente adotou o nome Trypanosoma cruzi que havia originalmente cunhado. Pneumocystis é agora associado a uma outra doença, PCP ou pneumocistose, causada por uma espécie (P. jirovecii), mas a espécie original de Pneumocystis, observada por Chagas em espécies de porquinho-da-índia, não foi ainda nomeada como uma espécie separada.
Repercussão da descoberta

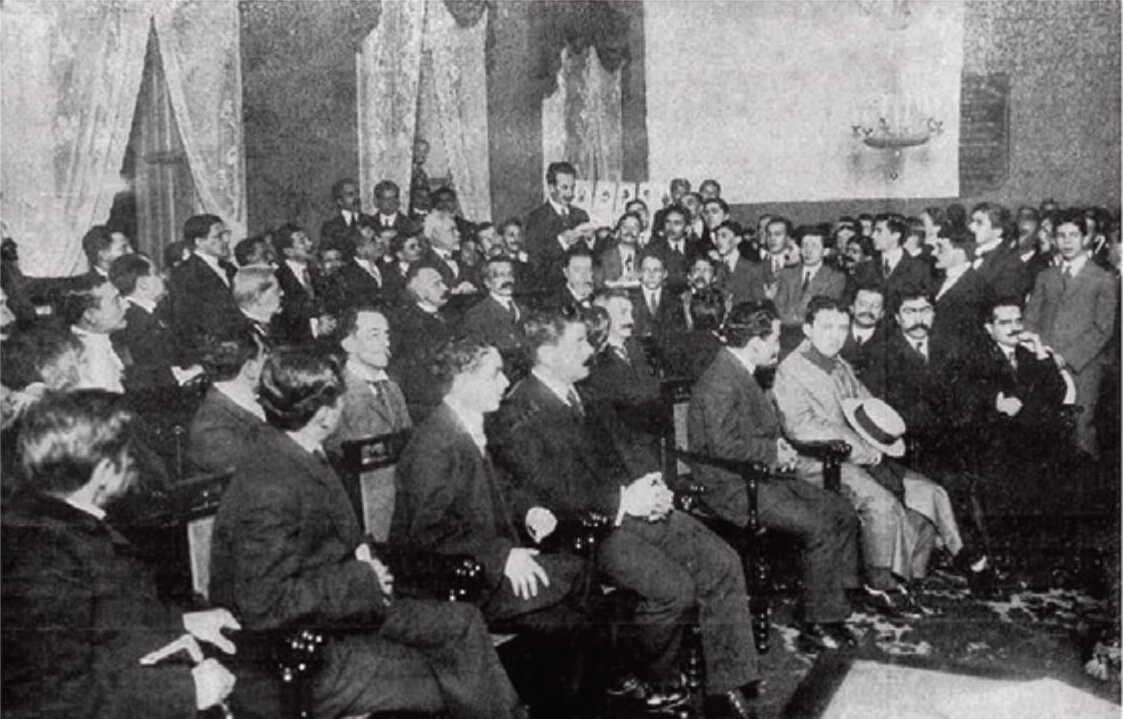
Carlos Chagas apresentando sua pesquisa à Academia Nacional de Medicina em 1911.

A descoberta da doença foi levada ao conhecimento da comunidade científica por meio de uma nota prévia escrita por Chagas em 15 de abril de 1909 e publicada na Revista Brasil-Médico em 22 de abril. No mesmo dia, Oswaldo Cruz anunciou-a formalmente à Academia Nacional de Medicina, que decidiu levar a Lassance uma comissão para verificar o trabalho. Miguel Couto, presidente da comissão, sugeriu que a nova doença se chamasse doença de Chagas, mas o próprio Carlos Chagas preferia chamar a doença como tripanossomíase americana.
Na Europa o trabalho teve repercussão em revistas científicas, em especial na Alemanha e na França, pois esses países tinham interesses em doenças tropicais, visto que a tripanossomíase africana vinha prejudicando o plano imperialista em tal continente.
Em agosto de 1909 Chagas publicou no primeiro volume da revista do Instituto de Manguinhos, Memórias do Instituto Oswaldo Cruz, um estudo completo sobre a doença de Chagas e o ciclo evolutivo do protozoário que causa da doença. Esse trabalho garantiu a ascensão do cientista na instituição, sendo promovido a "chefe de serviço" em março de 1910.
Em 26 de outubro de 1910, a Academia Nacional de Medicina reconheceu formalmente o trabalho realizado pelo cientista e o recebeu como membro honorário, já que tal entidade não dispunha de lugares vagos no momento. Nessa solenidade, Chagas proferiu a primeira conferência sobre a doença. Em 1911 divulgou os resultados à Sociedade de Medicina e Cirurgia de Minas Gerais e, em agosto, uma segunda conferência à Academia Nacional de Medicina. Nesse mesmo ano ocorreu a Exposição Internacional de Higiene e Demografia, em Dresden, Alemanha, onde, no pavilhão brasileiro, foi mostrado a doença, que despertou grande público. A partir de 1915, pesquisas realizadas pelo austríaco Rudolf Kraus na Argentina levantou questões sobre a doença que foram logo levantadas no Brasil, envolvendo até a autoria da descoberta ou a importância social em território nacional, questões que foram decididas em favor do pesquisador nas décadas seguintes ao seu falecimento. Carlos Chagas chegou a rebater as críticas de Rudolf Kraus em conferência em Buenos Aires.
O estudo da moléstia avançou nas décadas de 1940 e 1950 através do Instituto Oswaldo Cruz, no município mineiro de Bambuí.

### Expedição à Amazônia

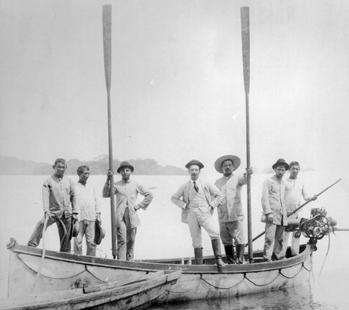
Carlos Chagas (ao centro) na expedição à Amazônia. Rio Negro, São José da Cachoeira, 1913.

Na década de 1910, o Instituto Oswaldo Cruz promoveu viagens científicas no interior brasileiro, com o objetivo de investigar os problemas médicos do país. Em 1912, com a crise do extrativismo da borracha na Amazônia, o governo federal firma parceria com a instituição para verificar as condições de salubridade do vale do Rio Amazonas e elaborar um plano de exploração racional dos recursos naturais.
Assim, em agosto daquele ano, Chagas liderou um grupo que incluía mais dois cientistas e um fotógrafo, onde visitaram a população ribeirinha dos rios Solimões, Negro e Purus e analisaram as condições de moradia, abastecimento de água, esgoto, alimentação e assistência médica. Também realizaram observações clínicas sobre as epidemias que assolavam a região, em especial a malária. Também foram recolhidas amostras de plantas de cunho medicinal, insetos causadores de doenças e peixes foram analisados em busca de novos parasitas.
A expedição encerrou-se em março de 1913, e os resultados encontrados foram expostos por Chagas em outubro daquele ano, na Conferência Nacional da Borracha, organizada pelo Senado Federal no Rio de Janeiro. Com tal conferência e o relatório escrito por Oswaldo Cruz e entregue para o Ministério da Agricultura, foi possível formar um panorama da situação de abandono social que a região vivia, sem assistência do Governo Federal. Também foi possível viabilizar o desenvolvimento econômico da região. Tal expedição foi fundamental para fortalecer o movimento que, ao longo da década de 1910, buscou alertar o governo para a importância do saneamento rural do país e para a necessidade de uma ampla reforma dos serviços de saúde pública brasileiros.

### Gripe espanhola
A gripe espanhola chegou ao Brasil em 1918 e, no Rio de Janeiro, tal enfermidade atacou dois terços da população (por volta de seiscentos mil habitantes) e fez onze mil vítimas, devido às precárias condições de higiene e saneamento, além da falta de assistência médica. Tal quadro fez com que o então presidente da República Venceslau Brás convidasse Carlos Chagas a assumir o controle da situação.
Tal ação não foi fácil, pelo fato do próprio estar doente, além de sua mulher e de seus filhos. Porém, dentre suas atitudes, criou um serviço especial de postos de atendimento à população em vinte e sete pontos diferentes da cidade. Ao mesmo tempo que providenciou tal tarefa, criou cinco hospitais emergenciais e publicou cartazes e panfletos de alerta aos habitantes e buscando apoio de profissionais da sua área, conseguindo ajuda da maioria dos clínicos cariocas e de vários membros da Academia Nacional de Medicina.
No Instituto Oswaldo Cruz, incentivou a pesquisa da doença, como causa da infecção, meio de contágio e diagnóstico. Chagas trabalhou integralmente para o desaparecimento da doença, em novembro do mesmo ano.

### Direção do Instituto Oswaldo Cruz

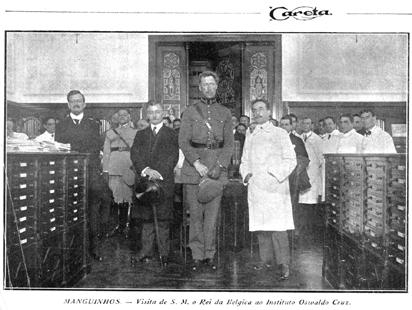
Carlos Chagas, em recepção ao Presidente da República Epitácio Pessoa e ao Rei Alberto I da Bélgica no Instituto Oswaldo Cruz.

Três dias após a morte de Oswaldo Cruz, em 14 de fevereiro de 1917, Chagas foi nomeado para a direção do Instituto de Manguinhos através de um decreto presidencial. Ao assumir o cargo, buscou consolidar o modelo estabelecido por Cruz semelhante ao Instituto Pasteur, onde a autonomia administrativa e financeira eram as características principais, além de estreitar a relação entre a pesquisa, o ensino e a fabricação de produtos medicinais e veterinários.
No campo da pesquisa, sua administração ficou marcada pela investigação das principais epidemias que assolavam a zona rural brasileira em sua época, e com o objetivo de controlá-las, inaugurou em 1918 o Hospital Oswaldo Cruz, nas dependências do Instituto, para constituir em um centro de estudos para os pesquisadores do Instituto. Mais tarde, em 1942, o hospital passaria a ser chamado Hospital Evandro Chagas.
Chagas foi responsável pela criação de seções científicas independentes, separando-as por áreas de conhecimento, com o intuito de estabelecer uma divisão de trabalho mais nítida no Instituto. Assim, são instaladas seções de Química Aplicada, Micologia, Bacteriologia, Zoologia, Anatomia, Protozoologia e Fisiologia. Quanto ao ensino, o cientista amplia o programa dos Cursos de Aplicação do Instituto, oferecidos desde 1908 como especialização em Microbiologia.
Na área de produção, Chagas diversificou os medicamentos e produtos fabricados no Instituto, com a estimulação do comércio dos mesmos e a renda gerada por eles tornou-se fundamental para o funcionamento da instituição. Uma medida para a expansão da área de Produção foi a criação do Serviço de Medicamentos Oficiais, destinado para produzir, entre outros medicamentos, a quinina, usada no combate à malária. Na década de 1920 o Instituto ficou responsável por verificar o controle de qualidade dos produtos utilizados na Medicina brasileira, tanto os fabricados em laboratórios nacionais quanto os importados. Outra iniciativa foi a incorporação do Instituto Vacinogênico Municipal, ficando a cargo do Instituto Oswaldo Cruz a fabricação da vacina antivaríola.

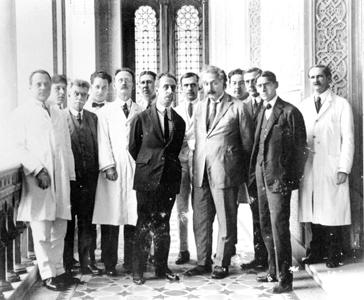
Carlos Chagas e equipe do Instituto Oswaldo Cruz, em recepção a Albert Einstein em 9 de maio de 1925.

Em 1920 a autonomia administrativa do Instituto ficou preservada, mesmo que estivesse subordinada ao Ministério da Justiça e Negócios Interiores. Financeiramente, a autonomia assegurou-se graças ao regulamento criado por Chagas e aprovado em 1919, onde toda a receita gerada por trabalhos realizados em Manguinhos a pedido de particulares seria dividida igualmente entre a instituição e os funcionários que os executassem.
Porém, com o aumento das atividades do Instituto, no decorrer da década de 1920, acarretou num acúmulo de problemas financeiros, além das limitações orçamentárias agravadas pela crise econômica de 1929. Isso prejudicou o aperfeiçoamento tecnológico e a manutenção das instalações físicas da instituição, com uma consequente perda da qualidade dos produtos.
Tal quadro se agravou na década de 1930, onde, com a criação do Estado Novo e a ditadura de Getúlio Vargas, aos poucos pôs-se o fim da autonomia administrativa e um aumento da intervenção do Estado. A nova ordem política brasileira trouxe consequências diretas a estrutura e o funcionamento de Manguinhos, que, sob a denominação de Departamento de Medicina Experimental, passou à jurisdição do recém-criado Ministério da Educação e Saúde. A partir desse momento até a sua morte, em 1934, Chagas enfrentou os efeitos da perda do modelo institucional criado por Oswaldo Cruz.

### Direção do Departamento Nacional de Saúde Pública
Ao tomar posse em 1919, para reorganizar a Saúde pública nacional, o presidente Epitácio Pessoa nomeou Carlos Chagas para a então Diretoria Geral de Saúde Pública (DGSP), acumulando a função com aquela praticada em Manguinhos. Um ano seguinte tal instituição se chamaria Departamento Nacional de Saúde Pública (DNSP), ligado ao Ministério da Justiça de Negócios Exteriores.
Sua primeira atitude, exposta na Biblioteca Nacional em fevereiro de 1921, foi a centralização das atividades, que até então a DNSP vinha trabalhando com a descentralização, onde os estados e municípios brasileiros tinham maior liberdade de organizar seus sistemas sanitários. Acordos com os mesmos foram essenciais para a segunda ação - a interiorização, em busca da erradicação das epidemias rurais, principalmente malária, ancilostomose e tripanossomíase americana. Em paralelo a esse projeto, criou um minucioso de medidas referentes à higiene pública.
Com apoio da Fundação Rockefeller, Chagas criou o Serviço de Enfermagem Sanitária e, com o desdobramento desse serviço, fundou, em 1923, a Escola de Enfermagem Anna Nery, introduzindo o ensino profissionalizante de Enfermagem no Brasil. Os alunos foram instruídos também no Hospital São Francisco de Assis, fundado também por Chagas para tal finalidade.
Chagas também foi responsável pela criação do primeiro curso de Higiene e Saúde Pública do Brasil, onde garantia vagas nos cargos federais aos aprovados. Como diretor da DNSP, representou o país no Comitê de Higiene da Liga da Nações, associação sediada em Genebra e precursora da Organização Mundial de Saúde (OMS). O médico permaneceu à frente do órgão até novembro de 1926, ao fim do mandato do presidente Arthur Bernardes. A DNSP foi transferida para o Ministério da Educação e Saúde, em função da reforma política do Estado Novo.

### Ensino médico
Chagas acreditava que a ciência médica era sustentada por dois pilares: o primeiro defende uma estreita articulação entre o ensino e a pesquisa. O segundo dá importância de introduzir nos cursos de Medicina o estudo específico de doenças tropicais e o combate dos problemas de saúde pública brasileira, como malária, ancilostomose e tripanossomíase. Com isso, o país teria profissionais qualificados para tratar dos problemas sanitários.
Em 1925, o Ministério da Justiça e Negócios Exteriores promoveu a reforma na Educação brasileira, permitindo a Chagas pôr em prática o seu objetivo, criando a especialização em Higiene e Saúde Pública e a cadeira de Doenças Tropicais na Faculdade de Medicina do Rio de Janeiro no ensino de medicina tropical.

## Morte
Carlos Chagas faleceu aos 55 anos de idade, na cidade do Rio de Janeiro. A causa de sua morte foi um infarto do miocárdio e foi enterrado no Cemitério São João Batista.

## Prêmios e homenagens
Idealizador do Centro Internacional de Leprologia, Carlos Chagas recebeu diversas homenagens: uma herma na Praia de Botafogo foi construída em sua memória, de autoria do escultor Modestino Kanto. Um município do estado de Minas Gerais recebeu seu nome, além de cédulas de Cruzado (depois Cruzado Novo) terem circulado com sua imagem durante a década de 1980.

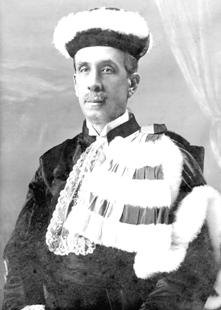
Carlos Chagas em maio de 1925.

A Casa da Cultura de sua cidade natal Oliveira-MG, leva seu nome, sendo Carlos Chagas o mais reconhecido dos cidadãos ilustres de Oliveira.
Quanto aos prêmios recebidos, em 1912 chegou o primeiro, o Prêmio Schaudinn, cedido pelo Instituto de Moléstias Tropicais de Hamburgo, Alemanha. Em 1921 foi nomeado Artium Magistrum, Honoris Causa, da Universidade Harvard; em 1923 ganhou o Prêmio Hors-concours, na Conferência Comemorativa sobre o Centenário de Louis Pasteur, em Estrasburgo, França, e em 1925 o Prêmio Kummel, da Universidade de Hamburgo, Alemanha. Ainda receberia em 1926, 1929 e 1934 outros títulos Honoris causa, vindos das universidades de Paris, de Lima e Livre de Bruxelas, respectivamente.
Recebeu diplomas da Universidade Nacional de Buenos Aires, em 1917; da Faculdade de Medicina da Universidade de Hamburgo, em 1925; e da Cruz Vermelha Alemã, em 1932. Foi nomeado membro da Academia Brasileira de Medicina em 1910, assim que o estudo foi divulgado. como não havia vagas na época, foi decretado que ele seria um membro honorário. Também pertenceu à Société de Patologie Exótique da França (em 1919), à Physicans Club of Chicago dos Estados Unidos (em 1921), à Associação Médica Panamericana (em 1922), da Sociedade de Artes Médicas das Índias Orientais Neerlandesas (1924), à Academia de Medicina de New York e à Kaiserlich Deutsche Akademie der Naturforscher zu Halle (1926), à Real Sociedade de Medicina Tropical e Higiene de Londres (1928) e da Sociedade de Biologia de Buenos Aires e Academia de Medicina de Paris (1930).
Recebeu o título, em 1920, de Cavaleiro da Ordem da Coroa da Itália; em 1923 de Comendador da Coroa da Bélgica e de Cavaleiro da Ordem Nacional da Legião de Honra da França; em 1924 o Grau de Oficial da Ordem de São Tiago, de Portugal; em 1925 o de Comendador da Ordem de Afonso XII, Espanha, em 1926 Comendador da Ordem de Isabel, a Católica da Espanha e em 1929 Cavaleiro da Ordem da Coroa da Romênia.
É patrono da cadeira 37 da Academia Pernambucana de Medicina.

### Controvérsia sobre o Prêmio Nobel
A descoberta de Chagas foi reconhecida no país e no exterior como uma das mais importantes conquistas da parasitologia. Foi duas vezes indicado ao Prêmio Nobel de Fisiologia ou Medicina (em 1913 e 1921), cada vez por apenas um único indicador brasileiro, mas nunca recebeu o prêmio. Em 1913, 63 cientistas foram indicados para o Prêmio Nobel de Fisiologia ou Medicina, os dois primeiros indicados receberam nove e oito indicações, respectivamente. Em 1921, 42 cientistas foram indicados para o prêmio, os quatro primeiros indicados receberam 11, nove, sete e sete indicações, respectivamente. Cem anos após a descoberta da doença, ainda persistem as especulações sobre as duas indicações oficiais de Carlos Chagas ao Prêmio Nobel. O motivo pelo qual o prêmio não foi concedido ao cientista pode ter sido a forte oposição que ele enfrentou no Brasil de alguns médicos e pesquisadores da época. Chegaram a questionar a existência da doença de Chagas, o que possivelmente influenciou a decisão do Comitê do Nobel de não lhe conceder o prêmio. A análise da base de dados dos arquivos do Prêmio Nobel, com a revelação dos nomes dos indicados, indicados e vencedores dos anos 1901-1951, trouxe informações não apenas sobre o que era considerado uma conquista científica na época, mas também sobre quem eram os cientistas importantes e quais eram as relações entre eles. As conexões dos membros do Comitê do Nobel com a comunidade científica internacional, quase exclusivamente centrada em cientistas europeus e estadunidenses, também influenciaram suas escolhas. O não-reconhecimento das descobertas de Carlos Chagas pelo Comitê do Nobel parece ser mais corretamente explicado por esses fatores do que pelo impacto negativo da oposição no Brasil.

## Publicações

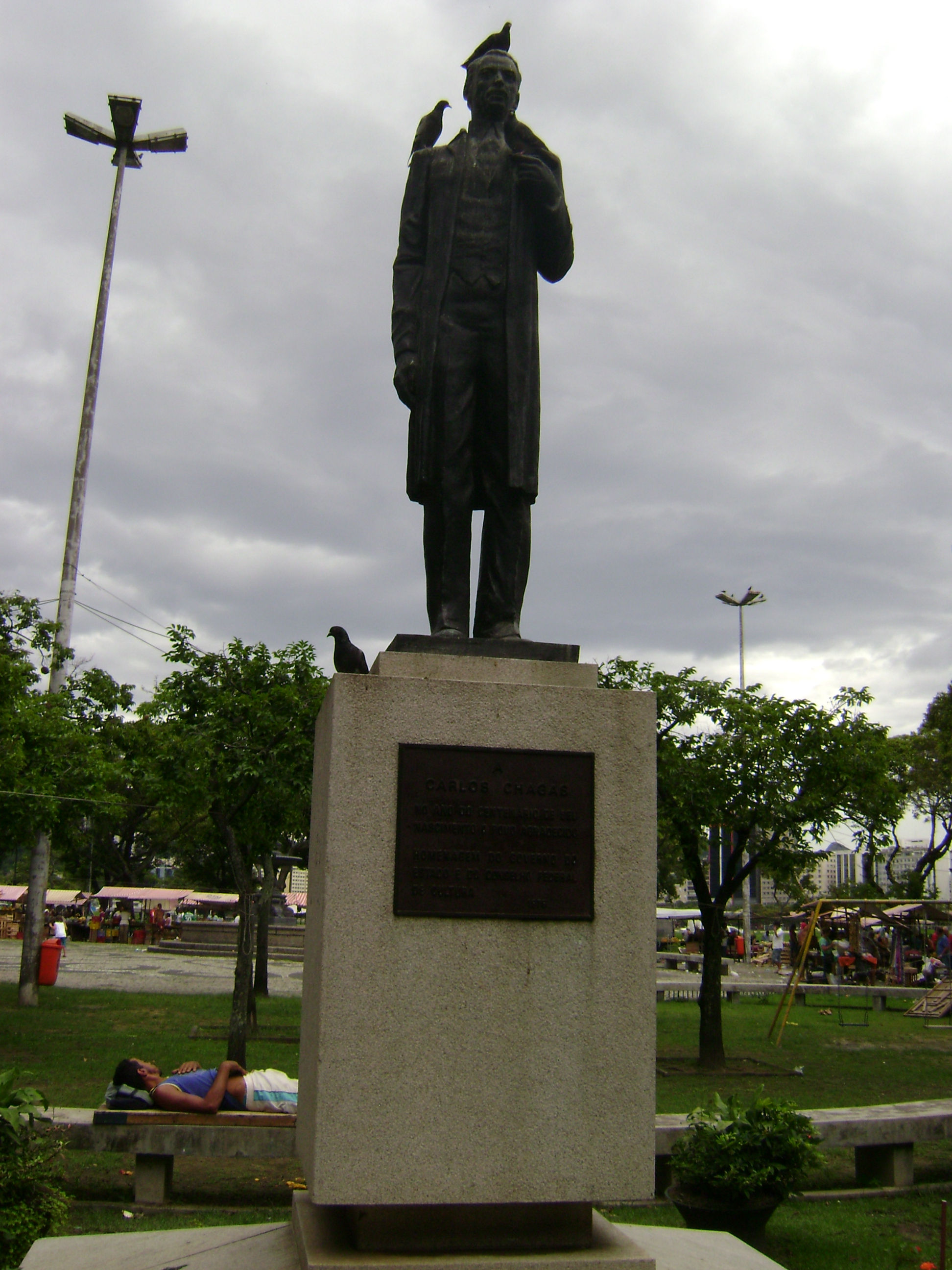
Estátua de Carlos Chagas no Rio de Janeiro.

- Estudos hematológicos do impaludismo, trabalho de tese para Doutorado, Rio de Janeiro, 1903.
- Nova espécie de tripanossoma humano, boletim da Société de Pathologie Exotique, Paris, 1909.
- Nova tripanossomíase humana, Memórias do Instituto Oswaldo Cruz, Rio de Janeiro, 1909.
- As formas do novo tripanossoma, 1913.
- Revisão do ciclo de vida do tripanossoma cruzi, nota suplementar, Rio de Janeiro. 1913.
- Processos patogênicos da tripanossomíase americana, Memórias do Instituto Oswaldo Cruz, Rio de Janeiro, 1916.
- Tripanossomíase americana: estudo do parasita e sua transmissão, The Chicago Medical Recorder, Chicago, 1921.
- Tripanossomíase americana (doença de Chagas, Berlim, 1925.
- Aspectos evolutivos do Trypanosoma cruzi e do inseto transmissor, notas da Société Biologique, Paris, 1928.
- Alterações decorrentes da doença de Chagas, Paris, 1928.
- Tripanossomíase americana, Doença de Chagas, En: Enrico Villela e H. da Rocha Lima, publicado na Handbuch der Tropenkrankheiten, Berlim, 1929.
- Luta contra a Malária (1934)